# 4五歩早仕掛け
4五歩早仕掛けは将棋の戦法の一つ。居飛車舟囲い急戦の一種で、主に四間飛車・三間飛車に対して用いる。中飛車に対しても用いることがある。

## 概要
居飛車対振り飛車の将棋において、振り飛車側は角で居飛車側の飛車の突破を防いでいることが多い。そこで居飛車側が▲4六歩 - ▲4五歩と角交換を挑み、振り飛車側の角をどけて飛車を成り込むのが狙いである。

## 対四間飛車
四間飛車側が△4三銀と上がっている場合に有力。なお、振り飛車側がまだ4一に金がある局面で先手が▲4六歩をすると、振り飛車側も△3二金とすることもある（米長邦雄の実戦譜『米長の将棋 完全版 第一巻』マイナビ出版（日本将棋連盟）, 2013年　50頁所収）。このとき後手陣が△5三歩型ならば先手側は▲5五歩と位取りを目指す指し方がよく指されている。

### 6九金型
| 9  | 8  | 7  | 6  | 5  | 4  | 3  | 2  | 1  |    |
| 香 | 桂 |    | 金 |    |    |    | 桂 | 香 | 一 |
|    | 王 | 銀 |    | 金 | 飛 |    |    |    | 二 |
|    | 歩 | 歩 | 歩 | 歩 | 銀 | 角 | 歩 | 歩 | 三 |
| 歩 |    |    |    |    | 歩 | 歩 |    |    | 四 |
|    |    |    |    |    |    |    | 歩 |    | 五 |
| 歩 |    | 歩 |    | 歩 | 歩 | 歩 |    |    | 六 |
|    | 歩 |    | 歩 | 銀 |    |    |    | 歩 | 七 |
|    | 角 | 玉 |    | 金 | 銀 |    | 飛 |    | 八 |
| 香 | 桂 |    | 金 |    |    |    | 桂 | 香 | 九 |

後手はここで△5四歩とするのも自然な手。以下先手が▲4五歩と仕掛けるのがこの戦法の骨子で、△4五同歩なら▲3三角成△同桂▲2四歩で飛車の突破が見込める先手が有利になる。そこで▲4五歩には△6四歩▲3七桂△7四歩（または△6三金）と互いに力を貯めてから▲2四歩と仕掛けるのが定跡である。
これに△2四同歩なら、▲4四歩△同銀▲4五歩△同銀▲同桂△同飛▲3三角成△同桂▲2四飛が一例で、先手が有利となる。後手は△7四歩と△6三金の両方を指さなければ、先手からの寄せが厳しくなるためである（△7四歩だけでは▲8六桂が厳しく、△6三金だけだと美濃囲いが狭い上に▲7五桂が厳しい）。△5四歩型では▲4四歩△同銀▲4五歩に△5三銀もあり、以下▲3三角成△同桂▲2四飛△4五桂▲同桂△同飛に、▲4六歩△4一飛▲2三飛成もしくは単に▲2一飛成で△4六桂（もしくは△4七歩）などの進行もあり、このとき△6三歩型は△6四角の反撃を見越した指し方なのであるが、先手の5七に銀がある場合は反撃が利いていない。
△2四同角には▲4四歩△同銀▲4五歩△3三銀と抑えて▲4七銀 - ▲4六銀左と持久戦にするのも有力だが、居飛車が手を作りにくい。この他には▲4四歩△同銀の後▲4五歩にかえて▲2二歩△3三桂▲2一歩成～▲2二と、のと金を活用する順もあるが、2筋を破る間に振り飛車側の4筋からの攻撃が速い。そこで▲4四歩△同銀には▲4三歩△同飛▲2四飛△同歩▲3二角と攻めるのが明快である。以下△4二飛▲2一角成△4一飛打▲3三桂△5一飛で後手受け切りが定説であったが、▲9五歩△同歩▲同香△同香▲4三歩という郷田真隆の新手で、先手が攻めきれるという結論に変わった。
そのため△5四歩に換え△5四銀と玉頭銀を見せるのが有力で、先手の打開が難しい。薄くなった角頭を狙う▲3八飛も、△4三銀（藤井猛の新手）と引き返して千日手を狙われてしまう。戻って基本図で先手は▲6六銀から▲5五歩の5筋位取り（△6四歩▲5五歩△6五銀とぶつけて早めの銀交換は居飛車側から▲2四銀打ちの筋を与えることもある）の切り替えや下記の▲6九金型で様子をみる手も指されている。

### 6八金型
6九金型の基本図での▲4六歩を尚早と見て、▲6八金上△5四歩の交換を入れてから▲4六歩とする作戦もある。しかし1手仕掛けが遅れるため後手に△6三金 - △7四歩の2手で陣形を安定させてしまう上に、△8四桂 - △7六桂の反撃でその▲6八金を狙われるのが厳しい。それでも居飛車側も十分に指せると言われている。1例として上記6九金型と同様に進めた手順中、△4五同銀の際は▲3三角成△同桂▲８八角とする攻め方があり（変化図1）、後手には△5五歩、△4三飛、△4七歩などの応手があるがいずれも居飛車側十分な進行になる。また△7四歩が入っていると振り飛車側からどこかで△7五歩▲同歩△7六歩場合によっては△7七歩などの手段を用意しているが、6八金型は6九金型に比べて抵抗力がある。
| 9  | 8  | 7  | 6  | 5  | 4  | 3  | 2  | 1  |    |
| 香 | 桂 |    | 金 |    |    |    | 桂 | 香 | 一 |
|    | 王 | 銀 |    | 金 | 飛 |    |    |    | 二 |
|    | 歩 | 歩 |    |    | 銀 | 角 | 歩 | 歩 | 三 |
| 歩 |    |    | 歩 | 歩 | 歩 | 歩 |    |    | 四 |
|    |    |    |    |    | 歩 |    | 歩 |    | 五 |
| 歩 |    | 歩 |    | 歩 | 銀 | 歩 |    |    | 六 |
|    | 歩 |    | 歩 |    |    | 桂 |    | 歩 | 七 |
|    | 角 | 玉 | 金 | 金 | 銀 |    | 飛 |    | 八 |
| 香 | 桂 |    |    |    |    |    |    | 香 | 九 |

| 9  | 8  | 7  | 6  | 5  | 4  | 3  | 2  | 1  |    |
| 香 | 桂 |    | 金 |    |    |    |    | 香 | 一 |
|    | 王 | 銀 |    | 金 | 飛 |    |    |    | 二 |
|    | 歩 | 歩 |    |    | 銀 | 桂 | 歩 | 歩 | 三 |
| 歩 |    |    | 歩 | 歩 |    | 歩 |    |    | 四 |
|    |    |    |    |    | 歩 |    | 歩 |    | 五 |
| 歩 |    | 歩 |    | 歩 |    | 歩 |    |    | 六 |
|    | 歩 |    | 歩 | 銀 |    | 桂 |    | 歩 | 七 |
|    |    | 玉 | 金 | 金 | 銀 |    | 飛 |    | 八 |
| 香 | 桂 |    |    |    |    |    |    | 香 | 九 |

手順途中▲4四歩に換えて▲4六銀と出て△4五歩を催促し、無理やり角交換に持ち込む米長邦雄の新手もある（変化図2-1～2-2）。変化図2-1で△7四歩であると先手はそこで▲4四歩△同銀▲4五歩とする。このとき後手は△4五同銀と取ることが出来ない上に、あらかじめ4筋からの反撃を防いでいる。そして変化図2-2のとおりに角交換になると、▲3一角や▲2四歩があり、△4四角も▲6六歩で対応が出来る。ただし△1四歩と突いてある形だと、△7四歩▲4四歩△同銀▲4五歩△5三銀のあと、直ぐに▲2四歩△同歩▲同飛には△1三角が用意されている。なお△1四歩-1三香型であると上記の手順で△5三銀のあと、今度は△1三角がないので直ぐに▲2四歩△同歩▲同飛が可能のほか、３一の地点に角を打たれるキズが常に生じている形となる。
| 9  | 8  | 7  | 6  | 5  | 4  | 3  | 2  | 1  |    |
| 香 | 桂 |    | 金 |    |    |    | 桂 | 香 | 一 |
|    | 王 | 銀 |    | 金 | 飛 |    |    |    | 二 |
|    | 歩 |    |    |    |    | 角 |    | 歩 | 三 |
| 歩 |    | 歩 | 歩 | 歩 | 銀 | 歩 | 歩 |    | 四 |
|    |    |    |    |    | 歩 |    |    |    | 五 |
| 歩 |    | 歩 |    | 歩 |    | 歩 |    |    | 六 |
|    | 歩 |    | 歩 | 銀 |    | 桂 |    | 歩 | 七 |
|    | 角 | 玉 | 金 | 金 |    |    | 飛 |    | 八 |
| 香 | 桂 | 銀 |    |    |    |    |    | 香 | 九 |

| 9  | 8  | 7  | 6  | 5  | 4  | 3  | 2  | 1  |    |
| 香 | 桂 |    | 金 |    |    |    | 桂 | 香 | 一 |
|    | 王 | 銀 |    | 金 | 飛 |    |    |    | 二 |
|    | 歩 |    |    |    | 銀 | 角 | 歩 | 歩 | 三 |
| 歩 |    | 歩 | 歩 | 歩 | 歩 |    |    |    | 四 |
|    |    |    |    |    | 歩 | 歩 | 歩 |    | 五 |
| 歩 |    | 歩 |    | 歩 |    |    | 飛 |    | 六 |
|    | 歩 |    | 歩 | 銀 |    | 桂 |    | 歩 | 七 |
|    | 角 | 玉 | 金 |    | 金 |    |    |    | 八 |
| 香 | 桂 | 銀 |    |    |    |    |    | 香 | 九 |

近年コンピューターが用いる囲いであると、変化図3-1から以下△4五同銀とすると▲4五同桂で▲8八角成に△同銀と取ることができる。以下△4五飛に▲2四飛△3三桂▲1六角で、△8四桂には▲4六歩△4一飛▲7七銀と、△7六桂を狙う手順も銀で形よく受けることもできる。また変化図3-2のように▲4四歩ではなく▲3五歩△同歩▲2六飛～▲4四歩を狙う二枚銀に似た攻撃法もある。図より△4一飛ならば▲5八金左△1二香に▲2四歩△同歩（△同角は▲4四歩△同銀▲2四飛△同歩▲3二角）▲4四歩△3四銀▲4六銀。以下△4四角は▲同角△同飛▲4五歩△4二飛▲2四飛△3三角▲3四飛△9九角成▲8八銀などで、△4四角のところ△4四飛は▲4五歩△4三飛▲3三角成△同飛▲2四飛△2三歩▲2六飛などの展開になる。△4四角のところ△2五歩ならば▲同桂△4四角▲同角△同飛▲4五歩△同銀▲同銀△同飛▲3四角などの手が続く。

### 7七角-6八銀型
他に居飛車側には先手の居飛車側7七角-6八銀型の陣形で構えてしかける指し方がある。これは▲7七角と上がって銀を6八に添えることで相手からの角成に同銀と形よく取る意味である。基本図からの手順の一例として、仮に後手△7四歩ならば▲4四歩△同銀▲2四歩△同歩（△同角ならば▲4四歩△同銀▲2二歩△3三桂▲2一歩成～▲2二歩、または▲4四歩△同銀▲4五歩△3三銀▲5七銀左～▲6八角等）▲4五歩とし、△同銀ならば▲同桂と応じることもでき、△7七角成に▲同銀で、飛車が2四に走ったあとの後手側△3三角が王手飛車にならない。また▲4五歩△同銀に▲3三角成△同桂▲3一角△4四角にも▲6六歩△同角▲7七銀などで受けることができる。
なお、2九桂型急戦基本図のように▲3七桂と上がらずに▲4五歩の際、あらかじめ四間飛車の場合は△同歩もある。以下▲3三角成△同桂▲2四歩△同歩▲同飛に△4六歩～△4五桂と4筋からの反撃から△4四角～△2八歩（居飛車側の桂香をとっていく順で、居飛車側の飛車で取らして△2六歩とフタをする狙い）などの順がある。2九桂型急戦基本図の局面は▲7七角-6八銀-4八銀型であるが、これが特に▲5七銀右型であると△4六歩と伸ばしたとき▲2一飛成や2三飛成には△4七歩成▲同金△3二銀が龍と金の両取りとなるほか、△4五桂が5七の銀にあたる。さらに基本図の▲4五歩に△5五歩もあり、これはもし▲同角なら△5四銀と活用し玉頭方面に戦火を広げる狙い。このとき▲6八金型は上部に手厚いが、▲6八銀型のほうが7七への対処はスムーズである。

## 対三間飛車
三間飛車は飛車を3筋に回しているので、棒銀や斜め棒銀に対して強く捌ける。そのため4五歩早仕掛けの方が有力とされる。特に対△4三銀型あるいは△5三銀型三間飛車には有力で、4五歩の際に飛車を4筋に回す展開になると四間飛車で仕掛けられたケースと比べれば単純に1手得となっていることになる。

### 急戦

#### 5七銀型
対△4二銀型三間飛車の場合、右の対三間飛車基本図1までに至る手順で、下記の対三間飛車長急戦基本図から▲3七桂には△2二飛とすれば基本図1までの展開となる。△2二飛に変えて△７二銀の場合は、先手▲4五歩からの仕掛けに△同歩の進行は以下▲3三角成△同銀▲4五桂△4四銀▲2四歩以下先手に飛車先の突破を許してしまう。そこで△同歩と取らずに△3五歩とし、▲同歩ならば△4五歩、▲4四歩ならば△3六歩▲4五桂△3七歩成などの展開に持ち込む。このため先手居飛車側は▲4五歩に変えて▲2四歩もあり、以下△同歩（または同角）▲4五歩を狙う（▲4五歩に△同歩ならば▲5五歩）。
基本図1の場合は後手は4二銀型を保つのも肝要で、△4三銀と立つと4筋からの仕掛けに対し当たりを強めてしまうだけでなく、▲3三角成に△同銀とする筋を失ってしまう。
基本図1から先手は▲5五歩△同歩▲4五歩と仕掛ける順が知られている（▲4五歩△同歩▲5五歩の手順前後は△5五同角で先手不利）。△4五同歩は▲同桂△4四角▲5四歩と進み、▲5三歩成から駒得が確実になり先手良しである。そこで▲4五歩には△5三銀▲4六銀と進める。この順は松浦卓造が編み出したとされる。
この後、後手には△5四銀と△5六歩の2つの手がある。
△5四銀ならば▲5五銀△同銀▲同角△4三金と進み銀交換になる。従来は▲8八角△4五歩▲5五銀△4四銀▲同銀△同金▲2四歩△同歩▲2三歩△同飛▲3二銀△2二飛▲2一銀成△同飛▲4五桂で居飛車良しが定説だったが、丸山忠久が△2一飛に換えて△2三飛と辛抱する手を発見し、これは難解である。
△5六歩には先手が▲4七銀から歩を取りにいき後手は△3九角から馬を作る将棋になるが、居飛車良しが定説である。藤井猛は筋としては△5四銀はあとで4三に金が上がるのが気に入らないため、△5六歩以外考えられないとしているが、渡辺明は△5六歩は軽すぎるきらいがあり、△5四銀のほうが金を一枚陣形から離れさせるのは先手のポイントであるが、こちらのほうが先手に制空権を握られないで済むとみている。三間飛車のスペシャリストで指し方を「コーヤン流」と称される中田功は△5四銀を推奨している。これは森内俊之によると、中田功の△5四銀は指し方が限定されているため、迷わなくてよいとしている。実際、『イメージと読みの将棋観・2』によると、平成元年 - 平成21年度末までのプロの公式戦では37局指され、△5四銀型は居飛車の6勝8敗、△5六歩型は居飛車の20勝6敗である。同書ではプロの実践例が少ない理由として、三間飛車には先手でも後手でも居飛車穴熊にしてしまうことの他に、先手の勝率イメージは五分ほどであとは力の勝負、中でも佐藤康光や藤井猛らは先手は5筋の突き捨てに関する違和感やまた浮き駒が多くむしろ先手を持ちたくないイメージを持っていること、などがあげられる。羽生善治によると、昔からある定跡であるがあまり指されていないので進展せず、意外に秘められた手がある可能性があるかもしれないとしている。
また基本図2のように▲5七銀右の場合もある。これは同じように▲2四歩△同歩▲5五歩△同歩▲4五歩△5三銀▲4六銀△5六歩▲5五銀△4二飛と進めた際にこんどは▲4八飛と回る手がある。以下△4三金には▲4四歩、△4五歩には▲同桂で△2二角なら▲5三桂不成～▲6一桂成で△5五角なら▲同角△5四銀▲1一角成など。戻って△5三銀にかえて△2五歩として▲同飛△同飛▲同桂△1五角▲2三飛や▲4四歩△2六歩▲2五歩△4四角▲4六銀などの指し手がある。
| 9  | 8  | 7  | 6  | 5  | 4  | 3  | 2  | 1  |    |
| 香 | 桂 |    | 金 |    |    |    | 桂 | 香 | 一 |
|    | 王 | 銀 |    |    | 銀 |    | 飛 |    | 二 |
|    | 歩 | 歩 | 金 |    |    | 角 | 歩 | 歩 | 三 |
| 歩 |    |    | 歩 | 歩 | 歩 | 歩 |    |    | 四 |
|    |    |    |    |    | 歩 |    | 歩 |    | 五 |
| 歩 |    | 歩 |    | 歩 |    | 歩 |    |    | 六 |
|    | 歩 |    | 歩 | 銀 |    | 桂 |    | 歩 | 七 |
|    | 角 | 玉 | 金 | 金 | 銀 |    | 飛 |    | 八 |
| 香 | 桂 |    |    |    |    |    |    | 香 | 九 |

| 9  | 8  | 7  | 6  | 5  | 4  | 3  | 2  | 1  |    |
| 香 | 桂 |    | 金 |    |    |    | 桂 | 香 | 一 |
|    | 王 | 銀 |    | 金 |    |    | 飛 |    | 二 |
|    | 歩 | 歩 |    |    | 銀 | 角 | 歩 | 歩 | 三 |
| 歩 |    |    | 歩 | 歩 | 歩 | 歩 |    |    | 四 |
|    |    |    |    |    | 歩 |    | 歩 |    | 五 |
| 歩 |    | 歩 |    | 歩 |    | 歩 |    |    | 六 |
|    | 歩 |    | 歩 | 銀 |    | 桂 |    | 歩 | 七 |
|    | 角 | 玉 | 金 | 金 | 銀 |    | 飛 |    | 八 |
| 香 | 桂 |    |    |    |    |    |    | 香 | 九 |

| 9  | 8  | 7  | 6  | 5  | 4  | 3  | 2  | 1  |    |
| 香 | 桂 |    | 金 |    |    |    | 桂 | 香 | 一 |
|    | 王 | 銀 |    | 金 |    |    | 飛 |    | 二 |
|    | 歩 | 歩 |    | 銀 |    | 角 | 歩 | 歩 | 三 |
| 歩 |    |    | 歩 | 歩 | 歩 | 歩 |    |    | 四 |
|    |    |    |    |    | 歩 |    | 歩 |    | 五 |
| 歩 |    | 歩 |    | 歩 |    | 歩 |    |    | 六 |
|    | 歩 |    | 歩 | 銀 |    | 桂 |    | 歩 | 七 |
|    | 角 | 玉 | 金 | 金 | 銀 |    | 飛 |    | 八 |
| 香 | 桂 |    |    |    |    |    |    | 香 | 九 |

なお、三間飛車側が△6三金と上がった△4二銀型であると▲4五歩の仕掛けが生じる。変化図1では以下△同歩とすると▲4五桂と跳ね、△8八角成▲同玉△4四歩に金が5二の地点にいないので▲4三歩に、△同銀でも銀がよけても▲3三角（あるいは▲2四歩の突き捨てから▲4三歩以下）もしくは▲3一角、といった攻め手順がある。
三間飛車側が先手の場合、基本図に△6三金が入っている勘定になるため（実際は先手番なので▲4七金）、後手の居飛車側が△6五歩▲同歩△5五歩としても▲同歩△6五桂▲6六角△6四銀▲5六金で、居飛車側の仕掛けは成立しない。そのため、後手番の居飛車の場合は上記の攻めを含みに駒組しつつ△5三銀-△6三銀の二枚銀に構えてタイミングを計ることが多い。仮に基本図1から先手が二枚銀に向けて▲6八金に△4三銀などと変化図2のように指すとそこで▲4五歩が生じる。以下△同歩には▲3三角成△同桂▲8八角で、もし△4四角であると▲同角△同銀▲3一角が生じる（飛車が逃げれば▲6四角成）。▲4五歩に△同歩でなく△4二飛ならば上記四間飛車対▲6八金型のケースに合流する。また△4三銀に変えて△5三銀でも▲4五歩はあり、△同歩ならば先手のその先は▲4五桂として以下△8八角成▲同玉△4四銀に▲3一角の山田流と、△4五同歩に▲5五歩とする加藤流とがある。
| 9  | 8  | 7  | 6  | 5  | 4  | 3  | 2  | 1  |    |
| 香 | 桂 |    | 金 |    |    |    | 桂 | 香 | 一 |
|    | 王 | 銀 |    | 金 |    | 飛 |    |    | 二 |
|    | 歩 | 歩 |    |    | 銀 | 角 | 歩 | 歩 | 三 |
| 歩 |    |    | 歩 | 歩 | 歩 | 歩 |    |    | 四 |
|    |    |    |    |    | 歩 |    | 歩 |    | 五 |
| 歩 |    | 歩 |    | 歩 |    | 歩 |    |    | 六 |
|    | 歩 |    | 歩 | 銀 |    | 桂 |    | 歩 | 七 |
|    | 角 | 玉 |    | 金 | 銀 |    | 飛 |    | 八 |
| 香 | 桂 |    | 金 |    |    |    |    | 香 | 九 |

| 9  | 8  | 7  | 6  | 5  | 4  | 3  | 2  | 1  |    |
| 香 | 桂 |    | 金 |    |    |    | 桂 |    | 一 |
|    | 王 | 銀 |    | 金 |    | 飛 |    | 香 | 二 |
|    | 歩 | 歩 | 歩 | 歩 | 銀 | 角 | 歩 | 歩 | 三 |
| 歩 |    |    |    |    | 歩 | 歩 |    |    | 四 |
|    |    |    |    |    |    |    | 歩 |    | 五 |
| 歩 |    | 歩 |    | 歩 | 歩 | 歩 |    |    | 六 |
|    | 歩 |    | 歩 | 銀 |    |    |    | 歩 | 七 |
|    | 角 | 玉 |    | 金 | 銀 |    | 飛 |    | 八 |
| 香 | 桂 |    | 金 |    |    |    | 桂 | 香 | 九 |

△2二飛に換えて△4三銀だとどこかのタイミングで▲4五歩があるが、▲4五歩にもし△4二飛は四間飛車に比べて純粋な手損となる。したがって△4三銀型基本図1であれば、陣形局面のタイミングで▲4五歩には△3五歩とし、以下▲同歩△4五歩▲3三角成△同飛に▲2四歩は△3六歩▲2三歩成△3五飛▲2五飛と進んで先手良しとされているが、この▲2五飛に△同飛ならば▲同桂で手順に桂を逃げられるが、△3四銀とされると容易でない。手順中先手が△3六歩とさせないよう▲2六飛としてもそこで△4四角が生じる。以下▲6六角に△3五角に、▲3三角成ならば△同桂▲1六飛△4四角~△3六歩~△2七角、または単に△2八角、▲3六飛ならば△3四飛と浮くなど、手段が多い。したがって、手順中△3五歩には▲2四歩△同歩▲4四歩△同銀▲4五歩が優り先手良しとする研究もある。なお、既に△4三銀型の三間飛車の場合なら居飛車側が△3五歩の反撃を嫌って3七に桂を跳ねずに▲4五歩とすれば、今度は△3六歩は何でもない。したがって△4二飛とさせてから▲3七桂と跳ねる手順となり、これであれば、四間飛車でのケースに比べて手得する勘定になる。なお、基本図1で三間飛車が△4三銀型ではなく△5三銀型の場合は▲4五歩△4二飛には▲3五歩もある。以下△同歩に▲4四歩△同角（△同歩は▲3四歩）▲同角△同飛には▲8八角で飛車が逃げれば▲１一角成と香得と馬をつくる手順がある。
△4三銀では他に基本図2のように6三と5三の歩を保留して待ち構える指し方もあり、三間飛車側は次に△5四銀から6五銀と、右銀を活用していく狙いである。また△1二香を上げておくのは先手の▲3七桂で△3五歩▲同歩△5一角（△9五角や△4五歩もある）と桂頭と飛車のコビンを狙う三間飛車特有の手があり、このとき▲4五桂△同歩▲1一角成を空成りにするねらいを秘めている。ここで先手の方はこれに変えて上記四間飛車の時のように▲5五歩と5筋の位取りを狙う手もある。一方で▲4五歩△4二飛▲3七桂もあるが、振り飛車側はそこで△5四銀と出て、以下先手の▲2四歩△同歩▲4四歩△6五銀▲2二歩△3五歩▲2一歩成△3六歩▲4五桂△4四角▲同角△同飛▲3三桂成と進めるならば△7六銀～△8四飛というさばきをみせてくる狙いがある。また先に▲2六飛としておいて玉頭銀をけん制するのも△4五歩があり、以下▲3三角成△同桂▲8八角には△1二香を活かして△2五桂があるほか、6三歩型なので△6四角などの筋が生じている。なお、玉頭銀は基本図1のような△4三銀型や△5三銀型でも▲4五歩に△5五歩として▲同角ならば△5四銀から△6五銀と玉頭方面にからむ指し方もある。

#### 7七角-6八銀型
三間飛車側が△6三金と上がった△4二銀型での▲4五歩の仕掛けは、△同歩に▲4五桂と跳ね、△8八角成と振り飛車側から角を交換してくる順になる。このため、三間飛車においても四間飛車の項にも出現した7七角-6八銀型で組んで攻撃布陣を組めば、居飛車陣は角交換に形よく同銀と取ることができる。
この陣形は居飛車側は早くに攻撃態勢が整い、振り飛車側には居飛車側が有利になるよう動いてもらいたい事情があるため、主に居飛車後手番での指し方である。
△6三金と上がった△4二銀型や△5三銀型に対しては基本的に上記の居飛車5七銀型と同じ攻撃手法であるが、基本図1や2の場合はやや工夫が必要で、1筋の端攻めとからめての攻撃が多くなされている。
基本図のように▲4五歩の前に先に1筋の歩を突き捨てるべきがどうかは判断の分かれるところであり、振り飛車側が次の▲4五歩に△4二飛とすれば、突き捨てを指しすぎにさせることが出来る可能性もあるが、基本図1の陣形には▲1五歩△同歩▲4五歩に△同歩は上記の変化図2と同様に▲3三角成△同角▲8八角△4四角（△5一角は▲4五桂）▲同角△同銀▲4三角△5二角▲同角成△同金とすると、この場合は1筋の突き捨てがあるので▲2四歩△同歩▲4一角～▲1五香△同香▲1四角成などの攻撃が生じる。
したがって振り飛車側としては基本図2のように5二金や４三（又は５三）銀を上げずに徹底待機する指し方で応対が考えられる。今度は▲1五歩△同歩▲4五歩△同歩▲同桂△7七角成▲同銀△4四歩で▲4三歩が利かないが、先手の狙いは今度は▲1二歩であり、△同香は▲1一角、△同飛は▲2四歩△4六角▲2三歩成から飛車を取りあう展開になる。
一方で基本図2の▲1五歩を入れず、▲4五歩△同歩▲同桂△7七角成▲同銀△4四歩から、▲2四歩もある。これを放置し△4六角はやはり▲2三歩成で以下△2八角成▲2二と△4五歩▲3二と△5三銀▲4三歩で、その後△4六桂の反撃も居飛車側は▲6八金寄△4九飛▲5七銀と、手順に固めることになる。したがって振り飛車側は△2四同歩に▲2三歩△同飛▲3二角△2二飛▲5四角成とさせて、以下△4五歩▲2三歩△同飛▲3二馬△5三飛▲2一馬に△3三角を用意する。その後▲3七桂△5六飛▲4五桂△5五角▲2四飛△1九角成▲1一馬が進行例の一つ。
この他▲2三歩に代えて▲4一角もあり、以下△4五歩ならばここで▲2三歩とし、△1二飛▲2四飛△3三銀は▲2二歩成がある。したがって▲4一角には△4六角▲2九飛で、△5一金引ならば▲2三歩△1二飛▲7四角成△7三銀▲7五馬で、△4五歩なら▲4七金などがある。途中△5一金引に代えて△4三銀ならば▲2三歩△4二飛▲5二角成△同金▲5三歩△4五歩▲4二金△同金▲2二歩成などがある。

### 超急戦
△4二銀型三間飛車基本図では▲6八銀 - ▲5七銀左 - ▲3七桂を省略し、後手が美濃囲いを完成させていない段階で▲3七桂から▲2四歩△同歩（△同角は▲4四角から▲4五桂）▲4五歩と仕掛ける手も存在する。以下△3五歩ならば▲4四歩△3六歩▲4五桂、△4五同歩は▲5五歩として△以下同歩▲4五桂で、振り飛車側は潰れている。対△4二銀型や△4三銀型三間飛車超急戦基本図に至る前、△5二金は▲4六歩から▲4五歩△同歩▲3三角成△同銀▲4三角からの馬作りを警戒したものであるが、こうして先に△5二金とする三間飛車に超急戦ならば美濃囲いが完成する前に▲4五歩が来ることになる。そして6一の金が浮くため、△5二金に代えて△7二銀を先に組んで、玉を7一から8二に移動させる指し手で、6一の金を浮かせないケースもある。
この他に△4二銀型三間飛車基本図から先手▲3七桂を入れずに▲2四歩△同歩▲4五歩の仕掛けもあり、△同歩▲5五歩にはまだ居飛車が▲3七桂と跳ねていないため、後手は△5五同歩と取れる。以下▲3七桂に△5六歩から角を捌いてしまうのが三間飛車側の狙いで、▲4五桂の筋を緩和する。先手は▲3三角成△同銀▲4五桂と攻めたてる。これに対し△4四銀なら▲2四飛で先手良しだが、飛車取りと同時に2四を受ける△4六角がある。先手には▲3三桂成から銀桂交換の狙いがあるものの、後手に△3三同桂～△4五桂と捌かれる恐れがあり、難解な勝負である。
また基本図に至るまでの手順で△4二銀型のままならば、△5四歩型であれば▲3七桂にとにかく△2二飛とすれば問題ないが、△4三銀型に構えようとすると▲4五歩からの仕掛けでつねに△6一金の浮き駒を狙われるので、三間飛車側が△8二玉に換えて△9四歩などとし、△6一金にヒモをつける指し方もある。このため基本図のように左金が先にあがる△4三銀型三間飛車や△5三銀型三間飛車では△6一金の離れをみこして▲3七桂～▲4五歩やすぐ▲4五歩としてから▲2四歩～▲3七桂とする仕掛けがあるが、▲3七桂と跳ねてから▲4五歩の場合、三間飛車側は△4二飛と回って上記四間飛車同様の反撃を狙う指し方のほかに、三筋に待機して▲4五歩に△3五歩▲同歩△4五歩といった三間飛車特有の反撃法がある。
他に△4三銀型や△5三銀型は上記同様▲4五歩に△5五歩として▲同角ならば△5四銀から△6五銀と玉頭方面にからむ指し方もある。
三間飛車が先手の場合は美濃囲いが完成しているため、この仕掛けは上手くいかない。このため後手番三間飛車の場合でも△5四歩を省略して囲いを急ぎかつ△5四銀から△6五銀と活用をみる指し方もある。ただし△5三歩型-△4二銀型三間飛車で対峙する場合▲3七桂に同じように△2二飛で構えても今度は▲4五歩の前に▲5五歩と先手が位を取ってから▲4五歩の仕掛けをする指し手がある。このあと▲4五歩から右銀を４六の地点まで進出させて先手は▲3五歩や▲5四歩などを狙う。また後手番三間飛車で△5四歩で5筋の位取りを阻止つつ△4一金型のまま△7二銀を先に囲いを急ぎ、▲3七桂に△2二飛としても、5二に金がいないため今度は上記の△6三金と上がった△4二銀型と同様、▲4五歩の仕掛けができる。このため三間飛車側もこの場合は△4三銀（5三銀）型を選択し、4筋からと△6四角打の反撃、先手は▲5七銀から機を見ての仕掛けを目指すことが多い。
この他、図の△4二銀型振り飛車側の穴熊模様に対して、玉が9一に入った瞬間に▲4五歩△同歩▲2四歩の仕掛けがある。以下△同歩ならば▲5五歩とし、これも同歩ならば▲3七桂から▲4五桂を狙う。△5六歩なら▲3三角成△同銀▲6五角△2二飛▲8三角成～▲5六馬の順がある。したがって振り飛車側は図の局面にもどって△8八角成▲同玉△2四歩から△2二飛で抑え込む必要があるが、先手も▲2四歩△同歩としてから▲4五歩、もしくは▲7七角や6六角を先にしておいて角交換時に玉が8八にこないようにしてから仕掛ける順もある。また、△4三銀型振り飛車に対しては基本図で▲3七桂とせずにこの局面では▲3五歩とし、以下　同歩には▲4四歩△3四銀に▲2四歩△同歩に▲4三歩成で、△8八角成▲同銀△4三銀に▲2四飛が生じる。以下△2二歩▲2三歩△3三角▲2八飛△3一金の徹底抗戦には▲7七銀と自陣に手を戻すと、振り飛車側の動きは難しい。たとえば△3四銀と飛車先を通すのは▲1六角が生じる。
さらに、これを応用して後手玉が△7二まで行かないうちに▲４五歩と仕掛け、△同歩と取れば、▲３三角成△同銀▲6五角を狙う急戦もある。これは宮城県のアマチュア強豪である加部康晴が愛用する「加部流」とよばれ知られている速攻作戦で、以下△7二玉に▲3二角成△同金▲4一飛から▲4五飛成で、後手も△5四角から△2七角打を狙うか、▲8三角成を受けず△4六歩とし、▲8三角成なら△4二飛▲6五馬△3二金▲5八金右△7四角▲同馬△同歩とする。△4六歩に▲3二角成△同金▲4一飛には△2二金▲4六飛成△4四角▲7七桂△5五角打▲同龍△同角▲7八銀や△2二銀とし、以下▲4六飛成△3三角▲6六歩△5五角打▲同龍△同角▲2六飛もしくは▲2四歩△同歩▲同飛△3三角▲3四飛△3一金▲3三飛成△同桂▲4六飛成△2七飛▲3八角などの順がある。
また、基本図2のように△5四歩-△5二金左型でも▲4五歩の仕掛けはある。▲4五歩△同歩▲3三角成△同銀▲6五角△7二玉に▲5四角とし、△2二飛や△4三角、△3一飛があるが、△3一飛には▲2四歩△同歩▲4四歩△同銀▲2四飛、△2二飛は▲2四歩（▲4五角は、以下△8二玉▲8八銀△7二銀)△同銀▲4四歩△5三金▲4三角成△同金▲同歩成。途中△2四同銀のところ△同歩と取ると、▲2三歩△同飛▲3二角成である。
戻って▲4五歩の仕掛けに対して同歩ではなく△4三銀としておけば、以下▲4四歩△同銀▲2四歩△同歩▲4五歩△同銀▲3三角成△同桂▲2四飛で飛車先突破が生じる。

## 対中飛車
ツノ銀中飛車で△3二金と上がっていない場合に▲4五歩があり、取らずに△4二飛などとすれば三間飛車や四間飛車と同様の展開になるが、中飛車ではその特徴を活かした以下の展開がよく見られた。
△5四歩型の場合は基本図から▲4五歩に△同歩は以下▲3三角成△同桂▲2四歩△4六角▲2三歩成△2八角成▲3三とという展開になる。このため中飛車側は▲4五歩に△5五歩として、▲2四歩△同歩から▲5五角（同歩もある）△3二金▲3七桂△5四飛、または▲4五歩にそこで△3二金として▲4四歩△同銀▲2四歩△同歩▲3七桂、といった展開を見せる。
| 9  | 8  | 7  | 6  | 5  | 4  | 3  | 2  | 1  |    |
| 香 | 桂 | 銀 | 金 |    | 金 |    | 桂 | 香 | 一 |
|    | 王 |    |    | 飛 |    |    |    |    | 二 |
| 歩 | 歩 | 歩 | 歩 |    | 銀 | 角 | 歩 | 歩 | 三 |
|    |    |    |    | 歩 | 歩 | 歩 |    |    | 四 |
|    |    |    |    |    | 歩 |    | 歩 |    | 五 |
|    |    | 歩 |    | 歩 |    | 歩 |    |    | 六 |
| 歩 | 歩 |    | 歩 |    |    |    |    | 歩 | 七 |
|    | 角 | 玉 |    | 金 | 銀 |    | 飛 |    | 八 |
| 香 | 桂 | 銀 | 金 |    |    |    | 桂 | 香 | 九 |

| 9  | 8  | 7  | 6  | 5  | 4  | 3  | 2  | 1  |    |
| 香 | 桂 |    | 金 |    | 金 |    | 桂 | 香 | 一 |
|    | 王 | 銀 |    | 飛 |    |    |    |    | 二 |
| 歩 | 歩 | 歩 | 歩 | 歩 | 銀 | 角 | 歩 | 歩 | 三 |
|    |    |    |    |    | 歩 | 歩 |    |    | 四 |
|    |    |    |    |    | 歩 |    | 歩 |    | 五 |
|    |    | 歩 |    | 歩 |    | 歩 |    |    | 六 |
| 歩 | 歩 |    | 歩 |    |    |    |    | 歩 | 七 |
|    | 角 | 玉 |    | 金 | 銀 |    | 飛 |    | 八 |
| 香 | 桂 | 銀 | 金 |    |    |    | 桂 | 香 | 九 |

| 9  | 8  | 7  | 6  | 5  | 4  | 3  | 2  | 1  |    |
| 香 | 桂 | 銀 | 金 |    |    |    | 桂 | 香 | 一 |
|    |    | 王 |    | 飛 |    |    |    |    | 二 |
| 歩 | 歩 | 歩 | 歩 |    | 金 | 角 | 歩 | 歩 | 三 |
|    |    |    | 銀 | 歩 | 歩 | 歩 |    |    | 四 |
|    |    |    |    |    | 歩 |    | 歩 |    | 五 |
|    |    | 歩 |    | 歩 |    | 歩 |    |    | 六 |
| 歩 | 歩 |    | 歩 |    |    |    |    | 歩 | 七 |
|    | 角 | 玉 | 銀 | 金 | 銀 |    | 飛 |    | 八 |
| 香 | 桂 |    | 金 |    |    |    | 桂 | 香 | 九 |

△5四歩保留型の「英ちゃん流中飛車」の場合は基本図から▲4五歩△同歩▲3三角成△同桂▲2四歩△4六角に▲2三歩成は△2八角成▲3三とで△5四銀の余地を残している。そのため▲3三角成とせずに▲2四歩とし、以下△8八角成▲同銀△4六角▲3七桂に△2四角なら▲7七角、△3五歩には▲2三歩成△3六歩▲3八歩、などの展開を見せる。
また、6四銀型基本図のように中飛車側6四銀-4三金型の場合、居飛車側から▲4五歩の早仕掛けの筋が生じる。以下例えば△5五歩▲同歩に△同銀の進行は、▲2四歩△同歩▲2二歩△同角▲2四飛△3三金▲5三歩△4二飛▲2二飛成△同飛▲5五角△2九飛成▲6五角、戻って▲2四歩に△同角なら▲5六歩△同銀▲4四歩△4二金▲4三歩成△同金▲1一角成、などの手順進行が考えられる。